# Hacking
 (février 2020).
Si vous disposez d'ouvrages ou d'articles de référence ou si vous connaissez des sites web de qualité traitant du thème abordé ici, merci de compléter l'article en donnant les références utiles à sa vérifiabilité et en les liant à la section « Notes et références ».
Le hacking est initialement la bidouille et l’expérimentation, dont les motivations sont notamment la passion, le jeu, le plaisir, l’échange, le besoin et le partage.
Cette pratique, établie par les hackers, apparaît avec les premiers ordinateurs domestiques et hérite des domaines de l'électronique et de la radio amateur. Le hacking est ainsi, plus généralement, un ensemble de techniques permettant d'exploiter les possibilités, failles et vulnérabilités d'un élément ou d'un groupe d'éléments matériels ou humains. Il comprend également la réparation, la maintenance ou l’amélioration de matériel ou de logiciels anciens, dont la documentation n'est plus disponible, en pratiquant la rétro-ingénierie.
Il peut s'apparenter dans certains cas au piratage informatique. Dans ce cas, c'est une pratique visant à un échange « discret » d'informations illégales ou confidentielles.

## Historique
Entre 1834 et 1836, deux hommes d'affaires bordelais détournent l'usage du réseau de télégraphe optique pour avoir la primeur d'informations bancaires. Ce piratage du télégraphe Chappe peut être considéré comme un des premiers cas de piratage.
Aux environs de 1960, les termes hacking et hacker sont introduits par le MIT. Ils désignent le fait de bidouiller et d’expérimenter pour le plaisir. Durant le milieu et la fin des années 1960, le terme hack devient également employé,. Ce terme désigne alors la même notion que le mot hacking, mais avec quelques nuances supplémentaires, essentiellement la répétition de l'action de crakage et piratage opérés par des individus chevronnés dans le domaine de l'informatique,.
En 1969, John Draper parvient, à l’aide d’un sifflet qui possède la même tonalité que le réseau téléphonique américain, à passer des appels longues distances gratuitement lorsqu’il siffle dans le combiné. Cette technique est nommée, par son créateur, phreaking et inspire une nouvelle vague de hackers informatiques. Ceux-ci cherchent à modifier et faire évoluer un premier ordinateur.
Ce n’est qu’en 1980 que les médias commencent à publier des articles concernant le hacking. Ils publient sur Kevin Poulsen, qui réussit à s’introduire dans un réseau réservé à l’armée, aux universités et entreprises. En 1983, sort le film Wargames, dont l’histoire est centrée sur un hacker qui parvient à accéder au système informatique de l’armée américaine. Le premier virus informatique apparaît également dans ces années. 
De nombreux crackers commencent leur activité en essayant de casser les restrictions anti-copie ou en détournant les règles des jeux informatiques. Mais lorsque les médias ont révélé au début des années 1990 que le Chaos Computer Club France était un faux groupe de hackers qui travaillait en collaboration avec la gendarmerie, la communauté de hackers français s'est plutôt détournée vers le logiciel libre et de nombreuses communautés indépendantes ont vu le jour.
La naissance d'Internet, dans les années 1990, s’accompagne des premiers cas de cybercriminalité. Les adeptes du domaine sont d'abord divisés. Les black hat mènent des activités criminelles, tandis que les white hat cherchent les vulnérabilités informatiques pour les rendre publiques et ainsi les réparer.
Dans les années 2000, les hackers veulent à nouveau pousser la technologie et « faire sauter les verrous imposés par les industriels ». Par exemple, Jon Johansen parvient à contourner les protections des DVD et en copie le contenu. Une autre tendance apparue dans les années 2000 est l’utilisation du hacking pour militer comme les groupes Anonymous, RTMark (en) ou le Chaos Computer Club.
En 2017, ces hackeurs continuent à mettre à disposition leurs ressources, souvent sous forme de wiki ou de dépôt. Les attaques informatiques à l'époque de Kevin Mitnick, Kevin Poulsen ou Jon Lech Johansen (« DVD Jon ») étaient peu nombreuses comparées à celles lancées dans les années 2000. En 2017, la menace est moins virulente, mais beaucoup plus massive, notamment par l'augmentation croissante des « script kiddies »  ou hackers néophytes[réf. nécessaire].

## Hackers
Derrière le terme « hacker » « se cachent des utilisateurs à part, qui préfèrent fouiller dans les entrailles d’un ordinateur plutôt que simplement l’utiliser ». Les motivations principales du hacker sont « la passion, le jeu, le plaisir, l’échange et le partage ».

### Pirate ou hacker
De manière générale, les médias modernes semblent relier les hackers informatiques à des pirates informatiques, bien que la traduction de « pirate » ne corresponde pas aux définitions de « fouineur »[réf. incomplète] ou de « bidouilleur » que l'on peut trouver dans les institutions qui font référence en langue française,[source insuffisante].
Le hacking coexiste bien souvent avec la sécurité informatique, mais ces deux domaines sont distincts. Cela n'empêche nullement que les hackers soient aussi des spécialistes en informatique. La différence notable entre ces deux pratiques est que le hacker aide à colmater ces failles tandis que le pirate cherche à les exploiter.

## Hacking moderne
Le hacking place les hackers « au cœur du développement de nos sociétés », c'est-à-dire au cœur de l'information et du partage d’information. Cette place au centre du développement des sociétés est surtout due à la curiosité des hackers. Certaines communautés de hackers promeuvent le partage et l'échange pour la résolution de problème, le logiciel libre en est un excellente illustration.

### Éthique
Selon Pekka Himanen, le hacking a pour fonction de résoudre ou d'aider à résoudre des problèmes, dans de nombreux domaines. Le hacking comporte plusieurs aspects idéologiques qui sont l'extension de l'éthique créée au MIT : 
- l'aspect communautaire forme un des points forts du hacking. L'organisation en communauté permet l’extension du partage d’information, les communautés étant interconnectées la propagation de l'information est très rapide. L'organisation en communauté permet l’entraide entre personnes, mais également aux personnes de jeunes âges qui souhaitent apprendre. L'interconnexion de personnes, qui ne se connaissent pas, permet une aide qui place les individus au même plan, et cela sans jugement de valeur. Cet aspect pousse à la généralisation et au partage du savoir sans que cela se fasse sur la base de critères tels que « la position, l’âge, la nationalité ou les diplômes » ;
- l'underground dans le sens de communauté locale, c'est-à-dire la diffusion de l'information dans un cercle restreint de personnes, on retrouve ce comportement dans le partage de contenu jugé comme illégal par les autorités, ou encore dans le partage de 0 day. En effet, l'un des aspects du hacking est ce qu'on peut appeler le Warez. Cette attitude ne fait que reprendre l'expression « L’information devrait être libre et gratuite » qui se retrouve également dans le réseau de partage P2P. La communauté locale deviendra globale au fur et à mesure que la technologie avancera ;
- l'aspect social. La dynamique communautaire implique un échange constant d’informations entre les divers acteurs de la communauté. Cet échange demande parfois l’intervention du hacking, et n’est possible que si l’information à échanger inclut une clause de non divulgation. Ainsi le hacking peut forcer pacifiquement l’échange en usant du social engineering qui est la technique qui a le plus d'impact sur la communauté, car elle utilise la « faiblesse humaine »[16]. L’aspect social repose principalement sur l’échange d’information dans un milieu plus ou moins indépendant ;
- dans le principe, le hacking doit trouver une faille de sécurité et trouver un moyen de l'exploiter. Un bon moyen de trouver une faille dans un logiciel est de lui envoyer n'importe quoi jusqu’à ce qu'il bogue. Ensuite il ne reste plus qu'à comprendre pourquoi il bogue ou du moins comment exploiter ce cas imprévu par le programmeur. La faille peut être insignifiante et donner accès à très peu d'information ou de pouvoir, mais en exploitant bien ce système on peut arriver à faire tomber toute l'infrastructure. Par exemple, le simple fait de pouvoir rendre hors service un site web inaccessible par déni de service peut être le seul but, mais peut aussi permettre de cacher une autre activité (humain occupé et logiciel hors service) ou tout simplement mettre le système dans un état non prévu qui permette de contrôler tout le système.

Toutefois, ces aspects ne s'appliquent pas à l'ensemble des hackers. Les motivations varient selon les communautés de hackers, tout comme leur idéologie.

## Technique courante
Le hacking regroupe de nombreuses techniques utilisées avec plus ou moins de succès, dont quelques-unes sont :
- ingénierie sociale ;
- stacks overflows et heap overflows (dépassement de tampon) ;
- écriture de shellcode ;
- exploitation des « format bugs » ;
- sniffing, snarfing, scanning, spoofing ;
- hijacking ;
- hameçonnage ;
- Fingerprinting;
- Détournement et utilisation de données WEB (Cookie, CSS, CGI, vulnérabilités concernant les langages PHP, ASP, SQL, etc.);
- Attaques réseaux qui regroupe 
  - déni de service (DoS) distribué (DDoS). Il regroupe de nombreuses techniques. Le but étant de surcharger le serveur (programme) pour le faire tomber.
  - attaque de l'homme du milieu (MITM),
  - ARP Spoofing ou ARP Poisoning,
  - fragments attacks, tiny fragments, fragment overlapping,
  - TCP session hijacking, DNS spoofing, DNS ID spoofing et empoisonnement du cache DNS (DNS Cache Poisoning[17])
  - usurpation d'adresse IP (IP spoofing)
  - cross-site scripting (XSS)
  - port hopping

## Hacktivisme
L’hacktivisme représente le fait de pirater un système informatique afin d’y faire passer un message, un avis. La mission peut être de défendre la liberté d’expression et d’effectuer un contre-pouvoir sur les entreprises et le gouvernement.

### Quelques groupes d’hacktivistes
L’un des premiers groupes est le CCC (Chaos Computer Club), créé à Berlin dans les années 1980. Son but principal est de défendre la liberté d'information et de montrer que le hacking peut être utilisé pour défendre des intérêts idéologiques. En 1984, le CCC parvient à pénétrer le réseau d’une banque allemande, dérobant à celle-ci 134000 DM (68 500 EUR) qu’il rendra le lendemain. 
Un autre groupe apparaît dans les années 1990 sous le nom de RTMark (en) et dont le but est de « lutter contre les abus des sociétés commerciales envers la loi et la démocratie ».
Anonymous regroupe de nombreux cybermilitants et affirme opérer contre tous ceux qui s’opposent à la liberté d’expression.

### Exemples d’actions
En 2011, les hackers d’Anonymous s’introduisent sur le serveur internet de HBGary Federal (en), une entreprise de sécurité informatique. Ils accèdent ainsi aux mots de passe de deux cadres de l’entreprise. Ces deux personnes possédaient des mots de passe simples composés de deux chiffres et six lettres minuscules. Les hackers ont donc eu accès, grâce à ces mots de passe, aux documents de recherche de l’entreprise et à leur emails.
Également en 2011, le PlayStation Network (PSN) de Sony est piraté. La société reconnaît par la suite que des numéros de carte de crédit ont été volés. Des rapports révèlent que 2,2 millions de numéros de carte de crédits ont été mis en vente sur un site de piratage informatique.

## Marchés
Il existe de nombreux marchés, soit pour protéger son ordinateur personnel ou son entreprise (antivirus, pare-feu, VPN…), soit au contraire pour mener des attaques (cyberespionnages, vols d’informations, déni de services, …). Les marchés liés à la cyber-sécurité apparaissent avant les années 2000, avec des entreprises comme IBM, Microsoft, Cisco et bien d’autres qui proposent à des firmes externes leurs services.
La NSA soutient de nombreuses startups de sécurité informatique, notamment Trusted Information System, créée en 1983, qui travaille principalement dans quatre domaines de la sécurité: les pare-feux, les antivirus, les VPN et des logiciels de détection d’intrusions de hackers. En 1998, Microsoft se munit d’un groupe interne de hackers.

### Utilisation par les gouvernements
À partir du 6 juin 2013, Edward Snowden rend publiques des documents révélant de nombreuses méthodes de cyber-espionnage menée par la NSA. En 2013, Mandiant (une compagnie de FireEye) publie un rapport dans lequel elle affirme avoir des preuves du lien entre l’unité 61398 de l’armée populaire de Chine et une campagne de cyber-espionnage global. Ce rapport aura pour effet de propulser le marché des assurances pour le hacking. En 2015, The Wall Street Journal a trouvé au moins 29 pays avec une unité militaire dédiée à la cyberguerre. En 2016, les États-Unis ont dépensé 14 milliards pour la sécurité informatique. Le 7 mars 2017, 8761 documents incriminant la CIA de cyber-espionnage global sont révélés par WikiLeaks.

### Utilisation défensive
Comme nous l'apprennent Tom McCourt et Patrick Burkart dans une publication, des failles informatiques sont découvertes constamment, les informations personnelles sont ainsi fortement exposées. Un premier marché consiste à détecter ces failles et les corriger, avant que des logiciels ou des mises-à-jour ne soient publiées. Etant donné que toutes les failles ne peuvent être trouvées, les assurances contre les pertes dues au piratage et au vol d'identité ont été créées. Les entreprises sont amenées à investir doublement, d’abord pour tenter d’éviter ces failles, mais également pour regagner la confiance des clients ou investisseurs après une faille informatique. Les investissements que Sony a dû faire suite au hack du PlayStation Network pour tenter de compenser la chute en bourse due à cette faille illustrent bien ce dernier point.

### Utilisation offensive
L’entreprise italienne Hacking Team vend des logiciels servant au cyber-espionnage. En 2015, ces logiciels peuvent viser de une à plusieurs centaines de milliers de personnes, et coûtent entre 50 000 et 2 millions de dollars américains par an, selon le nombre de cibles à attaquer.
Le problème des logiciels de ce type est qu’ils peuvent avoir un usage-double. Ils sont à la base prévus pour traquer des menaces mais peuvent être utilisés pour surveiller les activités domestiques. Alors que les utilisateurs de ce genre de logiciels (les organismes de la sécurité de certains pays) prônent une utilisation contre le terrorisme ou contre la criminalité, il s’avère que les utilisations sont principalement la surveillance domestique ou la surveillance à but politique. Une archive de WikiLeaks révèle également que des firmes indépendantes vendent des vulnérabilités Zero Day, des malwares ou des logiciels espions.

### Professionnalisation des hackers
Il existe 4 types de professionnalisation qu’un hacker peut suivre: une activité salariée, une activité indépendante, une activité d’escroc, deux activités en parallèle et donc une double identité.

#### Activité salariée
Les hackers peuvent être recrutés pour des tâches de sécurité informatique, notamment pour le développement de logiciel. Ils peuvent également être sollicités par des entreprises de conseil en sécurité informatique voire comme consultant. Par exemple, l’entreprise Secure Point a engagé Sven Jaschan, arrêté quatre mois auparavant par la police pour diffusion de virus informatiques. 

#### Activité indépendante
Certains hackers refusent d’être employés, au motif qu’ils veulent rester libres. L’activité indépendante commence souvent par la volonté de contribuer à la sécurité informatique en mettant à disposition des licences gratuites. Puis, l'auteur devient insatisfait que son travail soit utilisé sans contrepartie. C’est ainsi qu’il commence à créer sa propre entreprise. L’indépendance est une forme d’idéal pour certains hackers. 

#### Activité d’escroc
La création de botnets, des réseaux d’ordinateur infectés et contrôlés à distance par le hacker, est une activité d'escroc. Ce type de piratage informatique repose sur la naïveté et la négligence des utilisateurs. Le hacker propose ensuite ses services à des entreprises de spamming (courriel indésirable), notamment afin que l’attaque soit rapidement diffusée. Les botnets peuvent également être loués pour lancer des attaques par déni de service ou voler des informations.

#### Double identité
La double identité d’un hacker est le fait qu’il possède à la fois une activité professionnelle et une activité d’escroc.

## Législation
Les cyberattaques sont difficiles à classifier. Il peut s’agir de vol, d’espionnage, de terrorisme, de vandalisme ou de protestation, mais les frontières entre ces différentes attaques ne sont pas toujours bien définies et les motivations des hackers non plus. Les black et les white hats sont amenés à utiliser les mêmes outils, ce qui rend leur différentiation difficile. De plus, ces attaques peuvent être menées par un individu seul ou une organisation complète, ce qui complexifie encore la manière de juger les cybercrimes.
L’anonymat des attaques produites par les hackers pose également un problème quant au droit applicable. Nicolas Auray explique cet anonymat comme suit : « En livrant des traces sur un mode « anonyme », [les hackers] refuseraient de comparaître auprès des institutions politico-judiciaires, récusant la légitimité de leur verdict. Ils repousseraient ce qu’acceptent encore un peu les désobéisseurs civils : reconnaître la légitimité de la punition et se laisser punir ».